# Harry Potter och de vises sten
Harry Potter och de vises sten (originaltitel: Harry Potter and the Philosopher's Stone) är en fantasyroman av J.K. Rowling, som gavs ut 26 juni, 1997. Det är den första romanen om Harry Potters äventyr. Romanen utspelar sig i Storbritannien mellan sommaren 1991 och sommaren 1992. Första utgåvan på svenska utkom den 24 augusti, 1999, i översättning av Lena Fries-Gedin.
Romanen filmatiserades 2001 med samma titel, med Daniel Radcliffe i rollen som Harry Potter. Filmen hade världspremiär i november det året. Samtidigt som filmen hade premiär släpptes också ett tv- och datorspel med samma titel, baserat på filmen.
Bokomslaget till den svenska originalutgåvan illustrerades av Alvaro Tapia. På omslaget syns, förutom Potter, bland andra Severus Snape, 
Albus Dumbledore och Sybill Trelawney. Tapias omslag till den svenska utgåvan färdigställdes aldrig, då originalillustrationen tappades bort under en resa Tapia gjorde till sin mor i Lund. Dock hade omslaget skannats in innan det försvann och kunde därför användas ändå. Originalillustrationen hade 2019 ännu inte återfunnits.

## Handling
Harry Potter växer upp hos sin elaka moster, morbror och kusin, ovetande om vem han egentligen är. På sin elvaårsdag träffar han halvjätten Hagrid som avslöjar att han är son till två mäktiga magiker som blev mördade av den onde Lord Voldemort. När Voldemort försökte mörda Harry slog förbannelsen fel och träffade istället Voldemort själv, som försvann i form av en ynklig ande. Harry själv fick bara ett blixtliknande ärr i pannan till minne av händelsen.
Harry får sedan ett brev om att han besitter magiska krafter och därför ska börja på Hogwarts, en internatskola som lär ut trolldom. 
På skolan träffar han bland annat Hermione Granger och Ron Weasley som blir hans nya vänner, och tillsammans med dem börjar Harry utforska den för honom hittills okända och annorlunda trollkarlsvärlden.